# Can Feixes (Santa Pau)
Can Feixes és un mas de Santa Pau (Garrotxa), situat al veïnat de Pujolars, inclòs a l'Inventari del Patrimoni Arquitectònic de Catalunya. Per l'estructura podria haver estat construïda al segle xviii, molt possiblement a partir d'una estructura anterior, atès que un descendent hi ha documentat naixements d'avantpassats seus al segle XVI

## Descripció
És una masia, avui totalment rehabilitada i amb usos de casa rural. De planta baixa i dos pisos. Va ser bastida amb carreus molt ben escairats als angles i finestres. És de planta rectangular i conserva, adossada a la casa, una gran pallissa sostinguda per dos contraforts. L'era de la casa conserva els cairons originals. A la llinda s'hi pot llegir ME FECIT FRANCISCA FEIXAS CUM FILIOS VOBAR THOLOMEO ANNO 1838. Hi ha un símbol encerclat al mig. A la finestra hi diu "MIJESE / IHS 1626".

### Oratori
L'oratori estava situat al costat de la porta principal, amb entrada per l'era de la casa. Avui serveix de magatzem. S'hi guardava una bonica talla d'un Sant Crist dels segles XV o XVI que sembla que va ser traslladada a Santa Pau. Tenia una decoració marcadament neoclàssica. La volta estava decorada amb nervis de guix i pintada de color blau i estrelles daurades. La cornisa de la nau era feta amb tríglifs i mètopes. L'altar estava decorat amb un gran frontó sostingut per mitges columnes de guix amb estries i coronades per capitells corintis.